# Brachystomella momona
Brachystomella momona är en urinsektsart som beskrevs av Christiansen och Bellinger 1992. Brachystomella momona ingår i släktet Brachystomella och familjen Brachystomellidae. Inga underarter finns listade.